# Sociologia marxista
Sociologia marxista refere-se à conduta da sociologia através de uma perspectiva marxista. O próprio marxismo pode ser reconhecido como uma filosofia política e uma sociologia, especialmente na medida em que tenta manter-se científica, sistemática e objetiva em vez de  puramente normativa e prescritiva. A sociologia marxista pode ser definida como "uma forma de teoria do conflito associada com (...) o objetivo do marxismo de desenvolver uma ciência positiva (empírica) da sociedade capitalista como parte da mobilização de uma classe trabalhadora revolucionária". A American Sociological Association tem uma seção dedicada às questões da sociologia marxista. Essa seção está "interessada em examinar como as percepções da metodologia e da análise marxista podem ajudar a explicar a complexa dinâmica da sociedade moderna". A sociologia marxista viria a facilitar a evolução da teoria crítica e dos estudos culturais.

## Conceitos e questões
Os principais conceitos da sociologia marxista incluem: materialismo histórico, modo de produção, a relação entre capital e trabalho. A sociologia marxista é causa significativamente, mas não se limitando a, as relações entre a sociedade e economia. As principais questões colocadas pela sociologia marxista incluem:
- Como o capital controla os trabalhadores?
- Como o modo de produção influencia a classe social?
- Qual é a relação entre trabalhador, capital, o Estado e nossa cultura?
- Como fatores econômicos influenciam as desigualdades, incluindo aquelas relacionadas a gênero e raça?

No campo da teoria sociológica, a sociologia marxista é reconhecida como uma dos principais paradigmas sociológicos e é associada com conflito e a teoria crítica da sociedade.
Comparado ao marxismo, a sociologia marxista provou colocar relativamente pouco peso em fazer uma revolução proletária.
Comparado com a filosofia marxista, a sociologia marxista tem como objetivo desenvolver um objetivo, a ciência econômica política da sociedade ao invés de uma filosofia crítica da praxis.
Comparado com a sociologia econômica, a sociologia marxista pode ser vista como um subconjunto desse campo, influenciado pelo marxismo.

## Desenvolvimento histórico
A sociologia marxista surgiu no final do século XIX e o início do século XX, influenciado pelo pensamento de Karl Marx. Marx é visto como um dos pensadores mais influentes no início da sociologia, ao lado de pensadores como Max Weber e Émile Durkheim. A primeira escola marxista de sociologia era conhecida como Austromarxismo e pensadores marxistas notáveis desse período foram Carl Grünberg e Antonio Labriola. Grande parte do desenvolvimento no campo da sociologia marxista teve lugar fora do meio acadêmico, e alguns confrontaram a sociologia "burguesa" com a sociologia marxista.
Por algum tempo, essa divisão foi reforçada pela Revolução Russa, de inspiração marxista, que levou à criação da União Soviética; Logo, porém, a sociologia tornou-se vítima da repressão da "ciência burguesa" nos estados comunistas. Enquanto que, depois de várias décadas, a sociologia foi restabelecida em estados comunistas, duas correntes distintas de pensamento evoluíram dentro da sociologia marxista: o marxismo soviético, desenvolvido nos estados comunistas do século XX (primeiramente na União Soviética), para servir os interesses do Estado, e significativamente prejudicada pela adesão forçada ao dogma do materialismo histórico e a escola mais independente, centrado em torno dos estudos do marxismo, no ocidente. A escola marxista ocidental (por volta de 1940) tornou-se aceita dentro da academia ocidental, e ao longo do tempo dvidida em várias perspectivas diferentes, tais como a Escola de Frankfurt ou a escola da teoria crítica.
Em Estados pós-comunistas, houve uma reação contra o pensamento marxista, devido à sua antiga posição privilegiada com apoio do Estado, mas o pensamento marxista ainda é dominante na pesquisa sociológica nos demais países comunistas.